# At-Tajjana
At-Tajjana (arab. الطيانة) – miejscowość w Syrii, w muhafazie Dajr az-Zaur. W 2004 roku liczyła 7237 mieszkańców.